# Пакрац
Пакрац је град у западној Славонији, Република Хрватска. Према резултатима пописа из 2011. у граду је живело 8.460 становника, а у самом насељу 4.842 становника.

## Историја
Пакрац се први пут помиње у 13. веку, као посед Витешког реда светог Јована. У историографији постоје различита мишљења о питању жупанијске припадности тог места током средњег века, те тако поједини истраживачи сматрају да је Пакрац припадао старој Крижевачкој жупанији (Бановина Славонија), док други претпостављају да је припадао суседној Пожешкој жупанији (ужа Угарска). Под угарском влашћу је остао све до 1544. године, када потпада под османску власт, а нешто касније постаје и седиште Пакрачког санџака (Босански пашалук). За време османске власти, православни Срби на простору пакрачког санџака потпадали су под надлежност старе Пожешке епархије, која је припадала Српској патријаршији.
Пакрац је ослобођен први пут 1688. године, али га османска војска поново запоседа већ 1690. године, након чега је 1691. године уследило и коначно ослобођење, а потом и званично укључивање у састав Хабзбуршке монархије (1699). Шира област је и под новом хабзбуршком влашћу задржала традиционални назив Мала Влашка, по локалном српском становништву које је било у влашком статусу.
Почевши од 1705. године, Пакрац је доласком српског православног владике Софронија Подгоричанина постао седиште епархијске управе, па је и сама епископија по свом новом седишту временом постала позната и као Пакрачка епархија. У административном погледу, Пакрац се почевши од 1745. године, налазио у саставу обновљене Пожешке жупаније, а такво стање је опстало све до 1918. године.
Заслугом владике Мирона, Пакрац је добио српску Препарандију и Владичански двор, а православна црква посвећена Св. Тројици (Духови) стара 150 година обновљена је 1896. године. Епископ је измолио довољну финансијску помоћ од Земаљске владе за темељну оправку српске светиње. Утрошено је за враћање старог сјаја саборној цркви 55.000 ф. Иконостас је осликао познати сликар Стева Тодоровић из Београда. Поред храма постоји у Пакрацу тада и црквица посвећена Св. пророку Илији. Пакрачки храм је био мали али важан као православни "стожер" у 18. веку, пред агресивном унијом.
Књигу мудру, преведену на српски језик купило је 1814. године неколико писмених мештана. Били су то претплатници: Николај Корка купец, Вићентије Орлушић, Јован Пелеч солар, Атанасије и Адам Николић.
Пакрац је био 1885. године седиште Пакрачког изборног среза за српски црквено-народни сабор у Карловцима. У месту је тада записано 929 православних душа.

### Други свјетски рат
Велики део хрватског народа схватио је оснивање НДХ као прилику за обрачунавање са свима омраженицима, на првом месту са Србима. Стога је од првог дана почело хапшење и прогањање Срба и уништавање свега што носи српско обележје. У Пакрачком срезу одмах после 6. априла 1941, а нарочито после проглашења Независне државе Хрватске, на српским кућама су осванули натписи: „Бјежте Срби, долази Павелић", "Србе на врбе, свиње преко Дрине“.
На пакрачком збору од 20. јула 1941. године Миле Будак је поред осталог рекао: „Ви добро знате за ону народну: „Једног Влаха посади и погости за столом, а другог свежи у врећу и сједи на њега. Што ти мисли за столом исто ти мисли и онај под столом (под тобом). Зато запамти ово: Са Влахом (тј. Србином) једи само допола здјеле, а одпола здјеле убити га здјелом по глави јер ће он тебе“.
У местима среза пакрачког усташе су ишле од села до села, палиле поједине куће, пљачкале и убијале народ.
У Пакрацу су усташе обилазиле српске куће и приморавали све чланове српских породица да купе по цени од 50 динара траку са натписом „православац“. Усташе су од Срба захтевале да дају прилоге за издржавање хрватске војске.
У пакрачком срезу прешло је у римокатоличку веру око 15.000 Срба.
У Пакрачком срезу, у општини Чаглић, исељено је цело село Скендеровци.
Свештенике из Пакраца доведене у логор у Пољани такође су детаљно претресли „мушке су претраживале усташе, а жене женске припаднице усташа. Тај преглед је био тако строг да су рашивали чак и капуте мушкима а женама мантиле на раменима и на сваком месту где би се новац могао сакрити. Тако су свима одузели сав новац, накит, вредносне папире као и све боље ствари.

### Распад Југославије и грађански рат
Године 1990., почињу да се осећају и виде елементи национализма у самом Пакрацу. Трвења су била скоро редовна појава. Тадашњи МУП Хрватске је отказао послушност Југославији и започео спровођење политике хрватског руководства. Ни Срби не седе скрштених руку, формирају САО Западну Славонију. Убрзо долази до окршаја и вишемесечних борби за преузимање контроле над самим градом. Пакрац је доста страдао у тим борбама и претрпео је разарања и оштећења. Страдале су и обе цркве.

## Економски развој за време Аустроугарске и Југославије
Школство
Прва школа на подручју општине Пакрац била је Српска конфесионална основна школа основана 1751. Десет година касније (1761) појави се и државна основна школа. Прва средња школа основана је 1871. као „Српска аутономна учитељска школа у Пакрацу”, која 1904. постане јавна школа.
ПТТ
Пакрац је свој први телеграф добио 30. априла 1866. Пошту је добио 1. децембра 1856 и први телефон 15. августа 1910. Пошта Пакрац се 1965. укључује у аутоматску мрежу Југославије, са инсталирањем аутоматске телефонске централе. На почетку мрежа је имала 101 прикључак.
Саобраћај
Главна путна мрежа била је Вировитица – Дарувар – Пакрац – Окучани и Славонска Пожега – Пакрац – Новска. Први носилац јавног друмског саобраћаја било је аутосаобраћајно предузеће (1952). Ауто-саобраћај–Пакрац (АСП Пакрац) 1962. припојио се загребачком Кроацијатрансу и од 1963. Пакрац има самосталан погон Кроацијатранса, са локацијом у улици Милана Вујатовића. 1973. довршена је изградња аутобуске станице. Прве линије су биле локалне, Пакрац – Каменско, Пакрац – Липик и Пакрац – Окучани. Линија Пакрац – Загреб почиње са 1957. годином. 1962. саобраћа линија Бања Лука-Вировитица.
Економија
Прва банка у Пакрацу датира из времена Аустроугарске 1873, када је основана „Пакрачко-даруварска-кутинска окружна штедионица Пакрац”. За време Југославије формирана је народна банка ФНРЈ, која је имала подружницу и у граду. Подружница се касније преименовала у Народну банку и налазила се у кући Антона Гргурића. Касније је на том месту био ресторан „Јединство”. Банка мења назив 1957. у „Комуналну банку Пакрац”. Од 1958. до 1960. у граду делује и „Задружна банка Дарувар”. Комунална банка се 1966. спаја са „Комерцијалном банком и штедионицом Дарувар”. Банка је учествовала у кредитирању „Творнице равног стакла Липик”, реконструкцији погона „Кермаике”, изградњи нове хале  „Одјече”, проширењу Творнице столица ДИК-а „Папук”, набави машина за „Пакрам”, изградњи робне куће „Будућност” и потпомогла стамбене кредите за грађане. Комерциална банка је касније деловала у оквиру „Привредне банке Загреб”.

## Становништво

### Попис 2011.
Према попису становништва из 2011. године, Град Пакрац је имао 8.460 становника, од чега је у самом Пакрацу живело 4.842 становника.
| Попис 2011.‍   | Попис 2011.‍ | Попис 2011.‍ | Попис 2011.‍ | Попис 2011.‍ |
| ------------- | ----------- | ----------- | ----------- | ----------- |
|               |             |             |             |             |
| Хрвати        | Хрвати      |             | 6.168       | 72,91%      |
| Срби          | Срби        |             | 1.340       | 15,84%      |
| Италијани     | Италијани   |             | 403         | 4,76%       |
| Чеси          | Чеси        |             | 267         | 3,16%       |
| неизјашњени   | неизјашњени |             | 95          | 1,12%       |
| остали        | остали      |             | 187         | 2,21%       |
| укупно: 8.460 |             |             |             |             |

### Попис 2001.
По попису становништва из 2001. године, Град Пакрац је имао 8.855 становника, од чега је у самом Пакрацу живело 4.772 становника.

### Попис 1991.
По попису становништва из 1991. године, општина Пакрац је имала 27.589 становника, распоређених у 68 насељених места.
| година пописа | укупно | Срби            | Хрвати         | Југословени   | остали         |
| ------------- | ------ | --------------- | -------------- | ------------- | -------------- |
| 1991.         | 27.589 | 12.813 (46,44%) | 9.896 (35,86%) | 1.346 (4,87%) | 3.534 (12,80%) |

Бивша велика општина Пакрац је новом територијалном организацијом у Хрватској укинута и формирани су градови: Пакрац и Липик.
Према новој територијалној подели, национални састав 1991. године је био следећи:
| *           | укупно | Срби           | Хрвати         | Југословени | остали         |
| ----------- | ------ | -------------- | -------------- | ----------- | -------------- |
| град Пакрац | 16.367 | 7.826 (47,81%) | 5.619 (34,33%) | 856 (5,23%) | 2.066 (12,62%) |
| град Липик  | 11.222 | 4.987 (44,43%) | 4.277 (38,11%) | 490 (4,36%) | 1.468 (13,08%) |

По попису из 1991. године у општини Пакрац је живело 869 Италијана, 718 Чеха и 47 Немаца.

## Попис 1991.
На попису становништва 1991. године, насељено место Пакрац је имало 8.197 становника, следећег националног састава:
| Попис 1991.‍   | Попис 1991.‍  | Попис 1991.‍ | Попис 1991.‍ | Попис 1991.‍ |
| ------------- | ------------ | ----------- | ----------- | ----------- |
|               |              |             |             |             |
| Срби          | Срби         |             | 3.514       | 42,86%      |
| Хрвати        | Хрвати       |             | 3.033       | 37,00%      |
| Југословени   | Југословени  |             | 624         | 7,61%       |
| Чеси          | Чеси         |             | 176         | 2,14%       |
| Италијани     | Италијани    |             | 151         | 1,84%       |
| Мађари        | Мађари       |             | 41          | 0,50%       |
| Словенци      | Словенци     |             | 28          | 0,34%       |
| Албанци       | Албанци      |             | 21          | 0,25%       |
| Муслимани     | Муслимани    |             | 15          | 0,18%       |
| Црногорци     | Црногорци    |             | 15          | 0,18%       |
| Немци         | Немци        |             | 14          | 0,17%       |
| Македонци     | Македонци    |             | 10          | 0,12%       |
| Словаци       | Словаци      |             | 6           | 0,07%       |
| Бугари        | Бугари       |             | 1           | 0,01%       |
| Грци          | Грци         |             | 1           | 0,01%       |
| остали        | остали       |             | 2           | 0,02%       |
| неопредељени  | неопредељени |             | 256         | 3,12%       |
| регион. опр.  | регион. опр. |             | 4           | 0,04%       |
| непознато     | непознато    |             | 285         | 3,47%       |
| укупно: 8.197 |              |             |             |             |

## Познати људи из Пакраца
- Смиља Аврамов
- Георгије Богић
- Владимир Велмар-Јанковић
- Зоран Ерцег
- Марко Кончар
- Јадранка Косор
- Соња Маринковић
- Слободан Селенић
- Милица Шуваковић
- Вељко Џакула

## Партнерски градови
- Бјеловар